# Сара Кирш
Сара Кирш (на немски: Sarah Kirsch) е германска поетеса, белетристка, художничка и преводачка, родена в Лимлингероде, Южен Харц в семейството на техник по далекосъобщенията. Истинското ѝ име е Ингрид Бернщайн, но тя променя малкото си име на Сара като протест срещу антисемитизма на баща си.

## Житейски и творчески път
След като завършва гимназия, Сара Кирш работи в захарна фабрика, а после изучава биология в Хале. Две години следва в Литературния институт „Йоханес Р. Бехер“ в Лайпциг.
Като поетеса Сара Кирш се изявява през 60-те години с публикации в списания и антологии. Става член на Съюза на писателите в ГДР, а по-късно влиза и в неговото ръководство. Заедно със съпруга си поета Райнер Кирш публикува стихосбирката „Разговор с влечугото“ (1965), която намира официално признание. След това издава и самостоятелните стихосбирки „Пребиваване на село“ (1967) и „Птиците пеят най-добре в дъжда“ (1968). За свой учител в поезията Сара Кирш смята Йоханес Бобровски, от когото усвоява изкуството на свободния стих. Влияние оказва в творчеството ѝ също „природната лирика“ на Петер Хухел. Установила се в Източен Берлин, поетесата издава стихосбирката „Заклинания“ (1973). Във ФРГ е публикувана подборка от нейни стихове под заглавие „Имаше го това паметно лято“ (1974). В ГДР излиза стихосбирката ѝ „Попътен вятър“ (1976), в която са развити мотивите любов, раздяла и самота, породени от политически затруднената връзка със западноберлинския поет Кристоф Мекел.

## ГДР и ФРГ
Сара Кирш е сред първите, които подписват протеста срещу лишаването от гражданство на поета Волф Бирман през 1976 г. В резултат на това тя е изключена от партията и от Съюза на писателите. През 1977 г. Поетесата се преселва в Западен Берлин и там публикува стихосбирките „Пускане на хвърчила“ (1979), „Земно царство“ (1982), „Котешки живот“ (1984) и „Топлината на снега“  (1989). След политическата промяна в Германия през 1989 г. Сара Кирш отказва поканата да стане член на Берлинската академия на изкуствата, понеже там са намирали укритие бивши сътрудници на Държавна сигурност. Излиза стихосбирката ѝ „Дъщеря на самодивския цар“ (1992), за която получава наградата „Петер Хухел“ (1993), а също и стихосбирката ѝ „Бездънно“ (1996). През 1996 г. поетесата става професор в Каселския университет, а наред с това – гост-лектор по поетика във Франкфуртския университет. Установява се да живее в Тиленхен, Шлезвиг-Холщайн.

## Награди и отличия
- 1965: Erich-Weinert-Medaille (Kunstpreis der Freie Deutsche Jugend), gemeinsam mit Rainer Kirsch
- 1973: „Награда Хайнрих Хайне“
- 1976: „Награда Петрарка“, zusammen mit Ernst Meister
- 1978: Deutsche Akademie Rom Villa Massimo, Stipendium
- 1980: „Австрийска държавна награда за европейска литература“
- 1981: „Награда на немската критика“
- 1983: „Награда Розвита“ на град Бад Гандерсхайм
- 1984: „Награда Фридрих Хьолдерлин на град Бад Хомбург“
- 1988: Mainzer Stadtschreiber
- 1988: Kunstpreis des Landes Schleswig-Holstein
- 1992: „Награда Ида Демел“
- 1992: „Почетна награда на „Дружество Хайнрих Хайне““
- 1993: „Награда Петер Хухел“
- 1993: „Литературна награда на Фондация „Конрад Аденауер““
- 1996: „Награда Георг Бюхнер“ на Немската академия за език и литература
- 1996: Brüder-Grimm-Professur
- 1997: „Награда Анете фон Дросте-Хюлзхоф“
- 2000: Kulturpreis des Kreises Dithmarschen
- 2005: „Награда Жан Паул“ на провинция Бавария
- 2006: Thüringer Verdienstorden
- 2006: Johann-Heinrich-Voß-Preis für Literatur der Stadt Otterndorf
- 2007: „Награда Самуел Богумил Линде“